# Rävsalastenen
Rävsalastenen, med signum Bo KJ80, är en runsten i Rävsala, Valla socken, på Tjörn i Bohuslän.

## Stenen
Stenens material består av glimmeraktig gnejs och ristningen är daterad till tidig vikingatid. H-runan i ordet hariwulfs är dock urnordisk. Stenen anses därför vara skapad i ett övergångsskede mellan vendeltid och vikingatid och skriftens koncisa budskap har drag från både yngre urnordiska och fornvästnordiska. 
Stenen omnämndes först 1746. Runorna löper vertikalt, från topp till botten. Runhöjd ca 8 cm. Den femte runan ᚦ är antingen w eller þ; en liknande oklarhet finns t.ex. på en solidus med runor från Schweindorf. Runan ᛅ är translittererad som a. Den är en senare variant av ᚼ. Ett fragment med minst sex runor har försvunnit. Inskriptionen anses vara från övergångsperioden mellan den äldre och yngre (även kallad danska) futarken.
Den från runor översatta, korta inskriften följer nedan:

## Inskriften

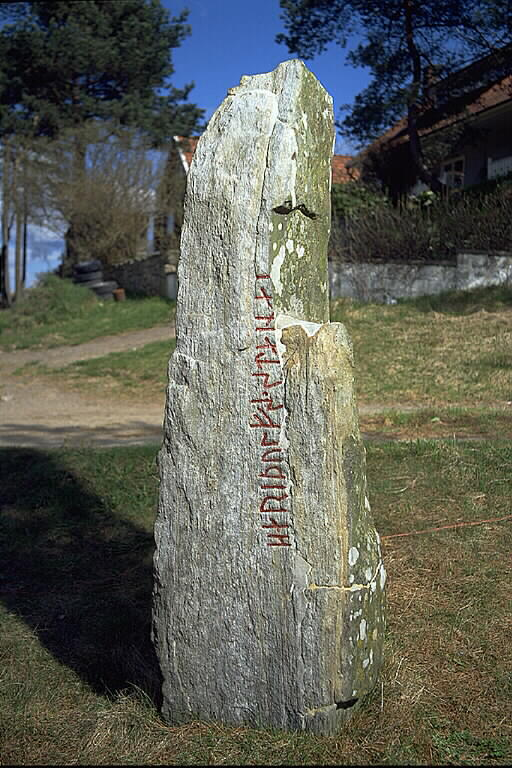

Translitterering av runraden:
Hariwulfs/Hariþulfs · staina-
Normalisering till runsvenska:
Hreiðulfs/Herjulfs steina[r].
Översättning till nusvenska:
Herjulfs stenar.